# Globe Arena
Globe Arena – stadion piłkarski, położony w Morecambe w Wielkiej Brytanii. Otwarty w 2010 roku. Na stadionie swoje mecze rozgrywa zespół Morecambe F.C. Jego pojemność wynosi 6476 miejsc, z czego 2173 stanowią miejsca siedzące.